# French Open 2025
Die 124. French Open waren ein Grand-Slam-Tennisturnier, das vom 25. Mai bis 8. Juni 2025 in Paris im Stade Roland Garros stattfand.
Titelverteidiger im Einzel waren Carlos Alcaraz bei den Herren, der sich im Finale des Vorjahres gegen Alexander Zverev durchsetzen und 2025 seinen Titel mit einem Finalerfolg in einem Match-Tie-Break im fünften Satz gegen Jannik Sinner verteidigen konnte. Es war mit fünf Stunden und 29 Minuten das längste Roland-Garros-Finale der Open Era. Iga Świątek war Titelverteidigerin bei den Damen. Ihr folgte 2025 Coco Gauff.
Im Doppel waren die Titelverteidiger Marcelo Arévalo und Mate Pavić bei den Herren, Coco Gauff und Kateřina Siniaková bei den Damen und Laura Siegemund und Édouard Roger-Vasselin im Mixed. Sieger wurden 2025 Marcel Granollers mit Horacio Zeballos im Herrendoppel, Sara Errani mit Jasmine Paolini im Damendoppel und Sara Errani mit Andrea Vavassori im Mixed.
Trotz gegenteiliger Übereinkunft der vier Grand-Slam-Turniere hielten die French Open 2025 an Linienrichtern fest und setzten kein Electronic Line Calling (ELC) wie das Hawk-Eye zur Entscheidungsfindung ein. Es wurde lediglich genutzt, um die knappen Entscheidungen für die Zuschauer einzublenden.

## Tickets
2025 wurde erstmals ein Losverfahren zum Erwerb von Eintrittskarten eingeführt. Zum Losverfahren lief eine Frist vom 27. Januar bis 9. Februar 2025. Alle bis dahin Angemeldeten erhielten eine E-Mail-Benachrichtigung, um Anfang März Tickets erwerben zu können. Für besondere Gruppen (Funktionäre, Behinderte) erfolgte der Verkauf bereits vorher. Die Anzahl war begrenzt. Es bestand im Losverfahren kein Anspruch auf bestimmte Sitzplätze.
Zu erwerben waren:
- maximal 4 Tickets für die Hauptplätze
- maximal 4 Tickets für die Außenplätze vom 25. Mai bis 1. Juni
- maximal 15 Tickets für die Eröffnungswoche und für die Außenplätze vom 2. bis 8. Juni

Freier Eintritt bestand zu einem Public Viewing, das zusätzlich außerhalb des Turniergeländes am Place de la Concorde vom 4. bis 8. Juni 2025 angeboten wurde und wo bis zu 5.000 Zuschauer Platz fanden. Gezeigt wurden die Matches ab den Viertelfinals.

## Besucherzahlen
In der Qualifikationswoche besuchten insgesamt 102.000 Zuschauer die French Open, was einen neuen Rekord darstellte. Davon nahmen 23.000 an der Yannick-Noah-Wohltätigkeitsveranstaltung teil. Über 3.500 Tickets wurden kostenlos an Bedürftige abgegeben.

## Berichterstattung

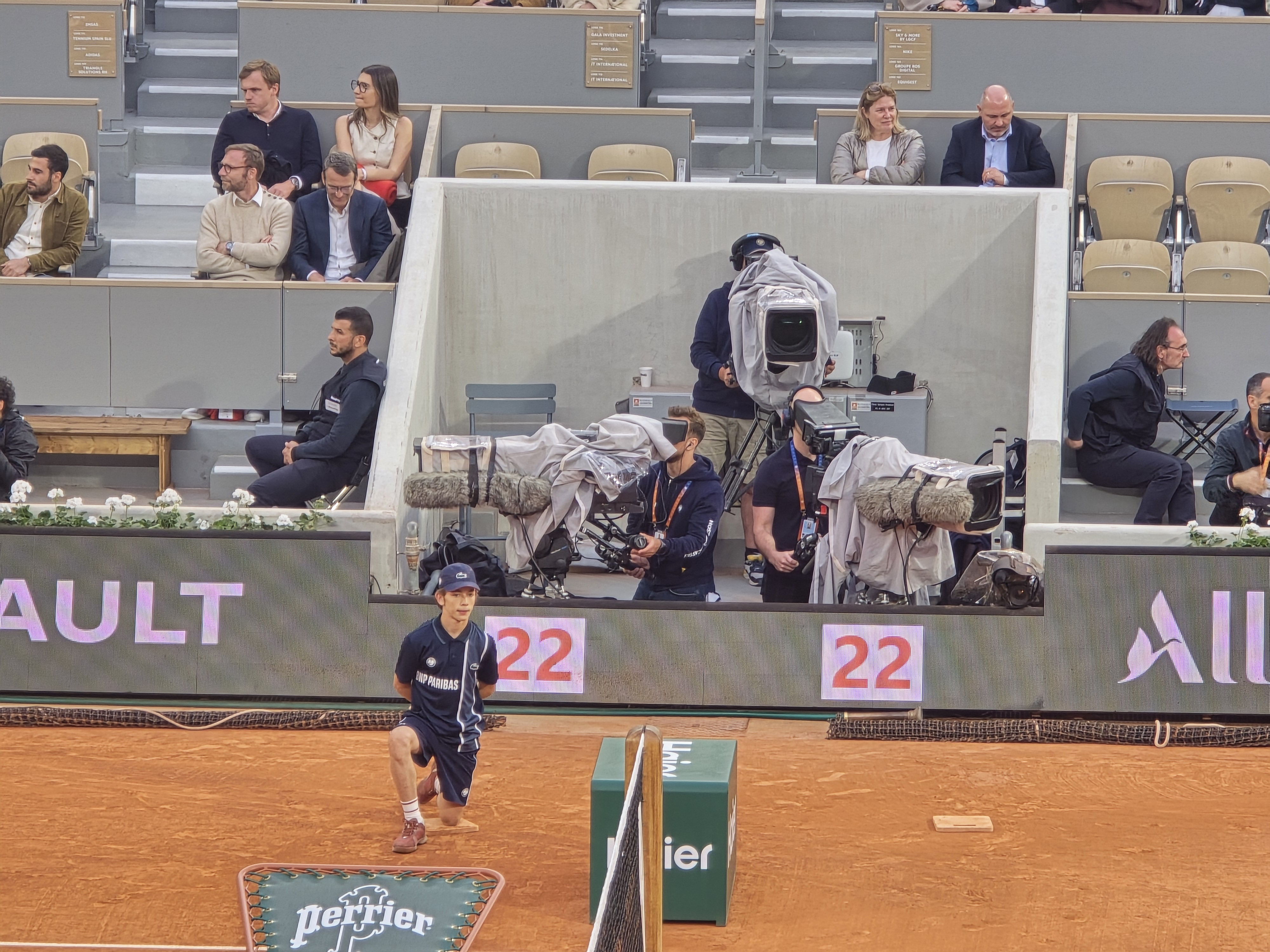
Eine der Kameraboxen zur Fernsehübertragung

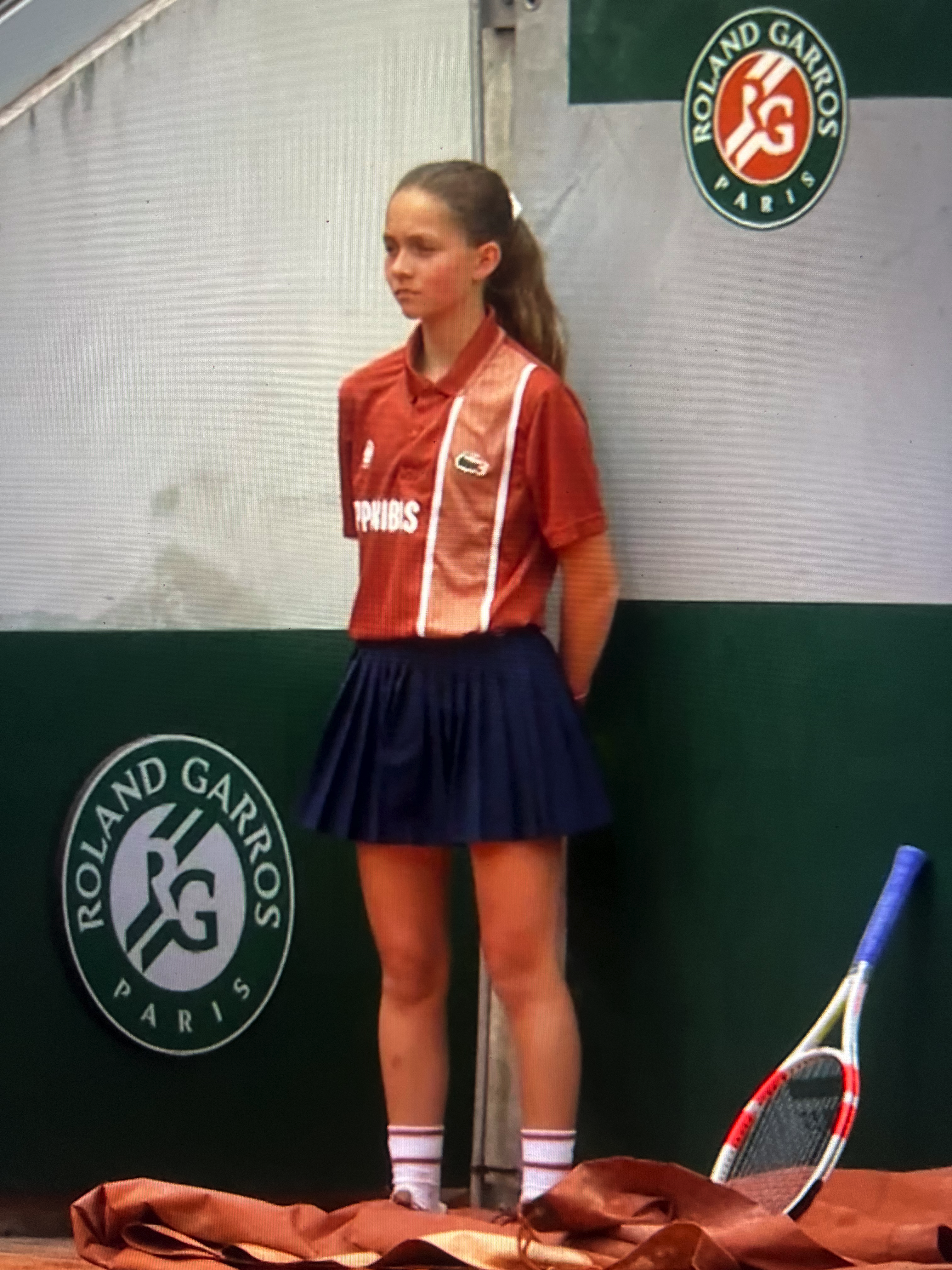
Ausstattung der Ballmädchen, French Open 2025

Die Discovery-Gruppe hielt die Übertragungsrechte für die French Open 2025. Die Matches waren live im Fernsehen und per Livestream bei Eurosport zu sehen. Im Free-TV wurden Matches live auf Eurosport 1 ausgestrahlt. Der Sender übertrug darüber hinaus einige Matches im Pay-TV auf Eurosport 2. Im Livestream zeigte der Sportsender die French Open 2025 ebenso. Ab Januar bot Eurosport seine TV-Übertragung auch auf der Streamingplattform discovery+ an (4,99 € monatlich). Das Streaming-Abo erlaubte vollen Zugriff auf Eurosport 1 HD und Eurosport 2 in HD. Matches waren ebenfalls gebührenpflichtig im Livestream bei DAZN im Angebot. Außerdem übertrug ServusTV einige Matches. Zur Berichterstattung über das Turnier wurde zudem ein digitaler Kanal „Roland-Garros“ eingerichtet. Prime Video wiederum bot seinen Abonnenten das Hauptspiel während der elf Abendveranstaltungen (darunter zwei Viertelfinals) an. Die Halbfinals und das Finale wurden von den beiden französischen Sendern gemeinsam übertragen. Sat-TV-Nutzer brauchten für Tennis live in HD zusätzlich ein Abo von HD+.

## Turnierplan
Der Turnierplan stand unter dem Vorbehalt der Wettersituation, nachdem bei Regen auf den Außenplätzen nicht gespielt werden kann.
| Spieltag                    | Matches                                                                     |
| 19. Mai (Mo) – 23. Mai (Fr) | Qualifikation                                                               |
| Sonntag, 25. Mai            | 1. Runde Einzel Damen & Herren                                              |
| Montag, 26. Mai             | 1. Runde Einzel Damen & Herren                                              |
| Dienstag, 27. Mai           | 1. Runde Einzel Damen & Herren, 1. Runde Herren-Doppel                      |
| Mittwoch, 28. Mai           | 2. Runde Einzel Damen & Herren, 1. Runde Herren- & Damen-Doppel sowie Mixed |
| Donnerstag, 29. Mai         | 2. Runde Einzel Damen & Herren                                              |
| Freitag, 30. Mai            | 3. Runde Einzel Damen & Herren                                              |
| Samstag, 31. Mai            | 3. Runde Einzel Damen & Herren                                              |
| Sonntag, 1. Juni            | Achtelfinale Einzel Damen & Herren, Start Junioren-Einzel                   |
| Montag, 2. Juni             | Achtelfinale Einzel Damen & Herren                                          |
| Dienstag, 3. Juni           | Viertelfinale Einzel Damen & Herren + Viertelfinale Doppel Damen & Herren   |
| Mittwoch, 4. Juni           | Viertelfinale Einzel Damen & Herren, Halbfinale Mixed                       |
| Donnerstag, 5. Juni         | Halbfinale Damen, Mixed Finale, Halbfinale Doppel Herren                    |
| Freitag, 6. Juni            | Halbfinale Herren, Halbfinale Doppel Damen                                  |
| Samstag, 7. Juni            | Finale Damen Einzel, Finale Herren Doppel, Finale Juniors Einzel & Doppel   |
| Sonntag, 8. Juni            | Finale Damen Doppel, Finale Herren                                          |

Am Samstag, den 24. Mai 2025 war Yannick Noah’s day, eine Wohltätigkeitsveranstaltung.

### Para-Tennis

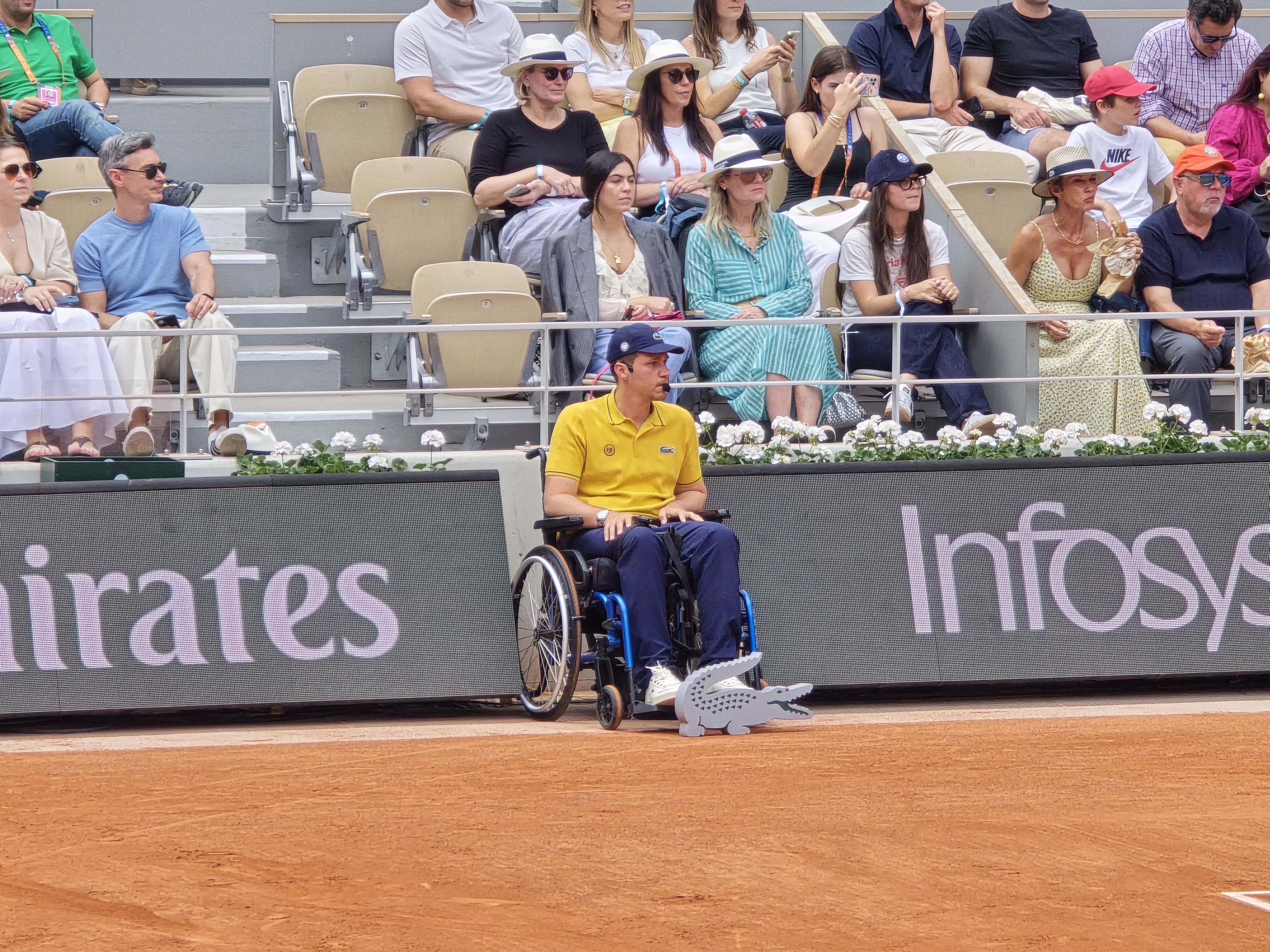
Linienrichter im Rollstuhl

Vom 3. bis 7. Juni fanden die verschiedenen Rollstuhltennisturniere statt. Die zehn verschiedenen Wettbewerbe wurden auf sechs dafür vorgesehenen Plätzen ausgetragen, wobei über fünfzig Matches ausgetragen wurden. Neben den Rollstuhltenniswettbewerben, den Quads und allen Doppelturnieren fanden auch die folgenden Turniere statt:
- vom 6. Juni bis 8. Juni auf Court 9: Blindentennis
- am 7. Juni: Tennis für Gehörlose und Schwerhörige
- am 8. Juni: Para-Standing-Tennis[5]

Im Sinne der Inklusion wurden im gesamten Turnierbetrieb auch auf einen Rollstuhl angewiesene Linienrichter eingesetzt. Sie wurden an der T-Linie oder der Grundlinie positioniert. Bei den Rollstuhlwettbewerben wurden auch Ballmädchen und Balljungen, die auf einen Rollstuhl angewiesen waren, eingesetzt.

### Entrée de rêve
Registrierte Spieler im Alter von 9 und 10 Jahren, die von der FFT eingeladen wurden, hatten in einem „Entrée de rêve“ (dream walk-on) die Ehre, die Spieler auf dem Weg zum Platz zu begleiten. Die ausgewählten Kinder konnten außerdem am Münzwurf teilnehmen. 2025 gab es 80 dream walk-ons auf den Plätzen Philippe-Chatrier (45 Spiele) und Suzanne-Lenglen (35 Spiele). Spieler mit Behinderungen (Rollstuhltennis, Tennis für Gehörlose und Schwerhörige sowie Para-Standing-Tennis) betraten mit ihren Idolen den Platz vor vier Spielen auf dem Court Philippe-Chatrier (Montag, 26. Mai, Donnerstag, 29. Mai abends, Freitag, 30. Mai und Mittwoch, 4. Juni) und einem Spiel auf dem Court Suzanne-Lenglen (Samstag, 31. Mai), bzw. zwischen 9 und 15 Uhr im Falle von jungen Menschen mit Behinderungen, die Rollstuhltennis spielten.

## Weltranglistenpunkte
Die Punkte für die erfolgreiche Qualifikation erhielt man zusätzlich zu den Punkten in der Hauptrunde.
| Event        | Sieger | Finale | Halbfinale | Viertelfinale | Achtelfinale | Runde der 32 | Runde der 64 | Runde der 128 | Qualifikation | Qualifikation 3. Runde | Qualifikation 2. Runde | Qualifikation 1. Runde |
| Herreneinzel | 2000   | 1300   | 800        | 400           | 200          | 100          | 50           | 10            | 30            | 16                     | 08                     | 0                      |
| Herrendoppel | 2000   | 1200   | 720        | 360           | 180          | 090          | 0            |               |               |                        |                        |                        |
| Dameneinzel  | 2000   | 1300   | 780        | 430           | 240          | 130          | 70           | 10            | 40            | 30                     | 20                     | 2                      |
| Damendoppel  | 2000   | 1300   | 780        | 430           | 240          | 130          | 10           |               |               |                        |                        |                        |

| Event              | Sieger | Finale | Halbfinale | Viertelfinale | Achtelfinale | Runde der 32 | Qualifikant | Qualifikation |
| Junioren-Einzel    | 375    | 270    | 180        | 120           | 75           | 30           | 25          | 20            |
| Juniorinnen-Einzel | 375    | 270    | 180        | 120           | 75           | 30           | 25          | 20            |
| Junioren-Doppel    | 270    | 180    | 120        | 75            | 45           |              |             |               |
| Juniorinnen-Doppel | 270    | 180    | 120        | 75            | 45           |              |             |               |

| Event       | Sieger | Finale | Halbfinale | Viertelfinale |
| Einzel      | 800    | 500    | 375        | 100           |
| Doppel      | 800    | 500    | 100        |               |
| Quad Einzel | 800    | 500    | 100        |               |
| Quad Doppel | 800    | 100    |            |               |

| Event                              | Sieger | Finale | Halbfinale | Viertelfinale | Achtelfinale |
| Junioren-Einzel Rollstuhltennis    | 40     | 30     | 23         | 12            | 2            |
| Juniorinnen-Einzel Rollstuhltennis | 40     | 30     | 15         | 2             |              |

## Herreneinzel
Setzliste
| Nr. | Spieler          | Erreichte Runde |
| --- | ---------------- | --------------- |
| 01. | Jannik Sinner    | Finale          |
| 02. | Carlos Alcaraz   | Sieg            |
| 03. | Alexander Zverev | Viertelfinale   |
| 04. | Taylor Fritz     | 1. Runde        |
| 05. | Jack Draper      | Achtelfinale    |
| 06. | Novak Đoković    | Halbfinale      |
| 07. | Casper Ruud      | 2. Runde        |
| 08. | Lorenzo Musetti  | Halbfinale      |
| 09. | Alex de Minaur   | 2. Runde        |
| 10. | Holger Rune      | Achtelfinale    |
| 11. | Daniil Medwedew  | 1. Runde        |
| 12. | Tommy Paul       | Viertelfinale   |
| 13. | Ben Shelton      | Achtelfinale    |
| 14. | Arthur Fils      | 3. Runde        |
| 15. | Frances Tiafoe   | Viertelfinale   |
| 16. | Grigor Dimitrow  | 1. Runde        |

| Nr. | Spieler                     | Erreichte Runde |
| --- | --------------------------- | --------------- |
| 17. | Andrei Rubljow              | Achtelfinale    |
| 18. | Francisco Cerúndolo         | 1. Runde        |
| 19. | Jakub Menšík                | 2. Runde        |
| 20. | Stefanos Tsitsipas          | 2. Runde        |
| 21. | Tomáš Macháč                | 1. Runde        |
| 22. | Ugo Humbert                 | 2. Runde        |
| 23. | Sebastian Korda             | 3. Runde        |
| 24. | Karen Chatschanow           | 3. Runde        |
| 25. | Alexei Popyrin              | Achtelfinale    |
| 26. | Alejandro Davidovich Fokina | 2. Runde        |
| 27. | Denis Shapovalov            | 2. Runde        |
| 28. | Brandon Nakashima           | 1. Runde        |
| 29. | Félix Auger-Aliassime       | 1. Runde        |
| 30. | Hubert Hurkacz              | 1. Runde        |
| 31. | Giovanni Mpetshi Perricard  | 2. Runde        |
| 32. | Alex Michelsen              | 1. Runde        |

## Dameneinzel
Setzliste
| Nr. | Spielerin          | Erreichte Runde |
| --- | ------------------ | --------------- |
| 01. | Aryna Sabalenka    | Finale          |
| 02. | Coco Gauff         | Sieg            |
| 03. | Jessica Pegula     | Achtelfinale    |
| 04. | Jasmine Paolini    | Achtelfinale    |
| 05. | Iga Świątek        | Halbfinale      |
| 06. | Mirra Andrejewa    | Viertelfinale   |
| 07. | Madison Keys       | Viertelfinale   |
| 08. | Zheng Qinwen       | Viertelfinale   |
| 09. | Emma Navarro       | 1. Runde        |
| 10. | Paula Badosa       | 3. Runde        |
| 11. | Diana Schneider    | 2. Runde        |
| 12. | Jelena Rybakina    | Achtelfinale    |
| 13. | Elina Switolina    | Viertelfinale   |
| 14. | Karolína Muchová   | 1. Runde        |
| 15. | Barbora Krejčíková | 2. Runde        |
| 16. | Amanda Anisimova   | Achtelfinale    |

| Nr. | Spielerin              | Erreichte Runde |
| --- | ---------------------- | --------------- |
| 17. | Darja Kassatkina       | Achtelfinale    |
| 18. | Donna Vekić            | 2. Runde        |
| 19. | Ljudmila Samsonowa     | Achtelfinale    |
| 20. | Jekaterina Alexandrowa | Achtelfinale    |
| 21. | Jeļena Ostapenko       | 3. Runde        |
| 22. | Clara Tauson           | 3. Runde        |
| 23. | Beatriz Haddad Maia    | 1. Runde        |
| 24. | Elise Mertens          | 1. Runde        |
| 25. | Magdalena Fręch        | 2. Runde        |
| 26. | Marta Kostjuk          | 1. Runde        |
| 27. | Leylah Fernandez       | 1. Runde        |
| 28. | Peyton Stearns         | 1. Runde        |
| 29. | Linda Nosková          | 1. Runde        |
| 30. | Anna Kalinskaja        | 1. Runde        |
| 31. | Sofia Kenin            | 3. Runde        |
| 32. | Julija Putinzewa       | 3. Runde        |

## Herrendoppel
Setzliste
| Nr. | Paarung                            | Erreichte Runde |
| --- | ---------------------------------- | --------------- |
| 01. | Mate Pavić Marcelo Arévalo         | Achtelfinale    |
| 02. | Harri Heliövaara Henry Patten      | Viertelfinale   |
| 03. | Kevin Krawietz Tim Pütz            | 2. Runde        |
| 04. | Simone Bolelli Andrea Vavassori    | Achtelfinale    |
| 05. | Marcel Granollers Horacio Zeballos | Sieg            |
| 06. | Julian Cash Lloyd Glasspool        | Achtelfinale    |
| 07. | Nikola Mektić Michael Venus        | 2. Runde        |
| 08. | Joe Salisbury Neal Skupski         | Finale          |

| Nr. | Paarung                           | Erreichte Runde |
| --- | --------------------------------- | --------------- |
| 09. | Christian Harrison Evan King      | Halbfinale      |
| 10. | Máximo González Andrés Molteni    | 1. Runde        |
| 11. | Nathaniel Lammons Jackson Withrow | 1. Runde        |
| 12. | André Göransson Sem Verbeek       | 2. Runde        |
| 13. | Sadio Doumbia Fabien Reboul       | 2. Runde        |
| 14. | Jamie Murray Rajeev Ram           | 1. Runde        |
| 15. | Matthew Ebden John Peers          | Viertelfinale   |
| 16. | Hugo Nys Édouard Roger-Vasselin   | Halbfinale      |

## Damendoppel
Setzliste
| Nr. | Paarung                            | Erreichte Runde |
| --- | ---------------------------------- | --------------- |
| 01. | Kateřina Siniaková Taylor Townsend | Viertelfinale   |
| 02. | Sara Errani Jasmine Paolini        | Sieg            |
| 03. | Hsieh Su-wei Jeļena Ostapenko      | 2. Runde        |
| 04. | Mirra Andrejewa Diana Schneider    | Halbfinale      |
| 05. | Asia Muhammad Demi Schuurs         | Achtelfinale    |
| 06. | Weronika Kudermetowa Elise Mertens | Viertelfinale   |
| 07. | Caroline Dolehide Desirae Krawczyk | 1. Runde        |
| 08. | Sofia Kenin Ljudmyla Kitschenok    | 1. Runde        |

| Nr. | Paarung                                     | Erreichte Runde |
| --- | ------------------------------------------- | --------------- |
| 09. | Chan Hao-ching Giuliana Olmos               | 2. Runde        |
| 10. | Jiang Xinyu Wu Fang-hsien                   | 2. Runde        |
| 11. | Irina Chromatschowa Fanny Stollár           | 1. Runde        |
| 12. | Tereza Mihalíková Olivia Nicholls           | Achtelfinale    |
| 13. | Beatriz Haddad Maia Laura Siegemund         | Achtelfinale    |
| 14. | Tímea Babos Luisa Stefani                   | Achtelfinale    |
| 15. | Nicole Melichar-Martinez Ljudmila Samsonowa | 2. Runde        |
| 16. | Miyu Katō Aldila Sutjiadi                   | 1. Runde        |

## Mixed
Setzliste
| Nr. | Paarung                        | Erreichte Runde |
| --- | ------------------------------ | --------------- |
| 01. | Ljudmyla Kitschenok Mate Pavić | Viertelfinale   |
| 02. | Zhang Shuai Marcelo Arévalo    | Halbfinale      |
| 03. | Sara Errani Andrea Vavassori   | Sieg            |
| 04. | Taylor Townsend Evan King      | Finale          |

| Nr. | Paarung                        | Erreichte Runde |
| --- | ------------------------------ | --------------- |
| 05. | Erin Routliffe Michael Venus   | Achtelfinale    |
| 06. | Anna Danilina Harri Heliövaara | Achtelfinale    |
| 07. | Asia Muhammad Andrés Molteni   | 1. Runde        |
| 08. | Kateřina Siniaková Rajeev Ram  | 1. Runde        |

## Junioreneinzel
Setzliste
| Nr. | Spieler                       | Erreichte Runde |
| --- | ----------------------------- | --------------- |
| 01. | Andrés Santamarta Roig        | Achtelfinale    |
| 02. | Jacopo Vasamì                 | Viertelfinale   |
| 03. | Oskari Paldanius              | 1. Runde        |
| 04. | Jack Kennedy                  | Achtelfinale    |
| 05. | Jagger Leach                  | Achtelfinale    |
| 06. | Benjamin Willwerth            | Viertelfinale   |
| 07. | Yannick Theodor Alexandrescou | Viertelfinale   |
| 08. | Ämir Omarchanow               | 1. Runde        |

| Nr. | Spieler             | Erreichte Runde |
| --- | ------------------- | --------------- |
| 09. | Iwan Iwanow         | Halbfinale      |
| 10. | Timofei Derepasko   | Achtelfinale    |
| 11. | Aleksandar Wassilew | Viertelfinale   |
| 12. | Alan Ważny          | 1. Runde        |
| 13. | Ryo Tabata          | Halbfinale      |
| 14. | Mykyta Biloserzew   | Achtelfinale    |
| 15. | Jan Kumstát         | 1. Runde        |
| 16. | Keaton Hance        | 2. Runde        |

   Sieg:  Niels McDonald

## Juniorinneneinzel
Setzliste
| Nr. | Spielerin          | Erreichte Runde |
| --- | ------------------ | --------------- |
| 01. | Emerson Jones      | Halbfinale      |
| 02. | Kristina Penickova | 1. Runde        |
| 03. | Jeline Vandromme   | 1. Runde        |
| 04. | Teodora Kostović   | 1. Runde        |
| 05. | Tereza Krejčová    | 1. Runde        |
| 06. | Luna Vujović       | 1. Runde        |
| 07. | Jana Kovačková     | 2. Runde        |
| 08. | Hannah Klugman     | Finale          |

| Nr. | Spielerin            | Erreichte Runde |
| --- | -------------------- | --------------- |
| 09. | Julieta Pareja       | Viertelfinale   |
| 10. | Alena Kovačková      | Achtelfinale    |
| 11. | Zhang Ruien          | Achtelfinale    |
| 12. | Julia Stusek         | Viertelfinale   |
| 13. | Charo Esquiva Bañuls | Achtelfinale    |
| 14. | Annika Penickova     | 1. Runde        |
| 15. | Thea Frodin          | 2. Runde        |
| 16. | Laima Vladson        | Achtelfinale    |

   Sieg:  Lilli Tagger

## Juniorendoppel
Setzliste
| Nr. | Paarung                                  | Erreichte Runde |
| --- | ---------------------------------------- | --------------- |
| 01. | Ämir Omarchanow Andrés Santamarta Roig   | 1. Runde        |
| 02. | Oskari Paldanius Alan Ważny              | Sieg            |
| 03. | Keaton Hance Jack Kennedy                | Halbfinale      |
| 04. | Yannick Theodor Alexandrescou Ryo Tabata | Viertelfinale   |

| Nr. | Paarung                          | Erreichte Runde |
| --- | -------------------------------- | --------------- |
| 05. | Thijs Boogaard Iwan Iwanow       | Viertelfinale   |
| 06. | Pierluigi Basile Jacopo Vasamì   | 1. Runde        |
| 07. | Noah Johnston Benjamin Willwerth | Finale          |
| 08. | Oliver Bonding Jagger Leach      | Halbfinale      |

## Juniorinnendoppel
Setzliste
| Nr. | Paarung                                | Erreichte Runde |
| --- | -------------------------------------- | --------------- |
| 01. | Emerson Jones Hannah Klugman           | 1. Runde        |
| 02. | Annika Penickova Kristina Penickova    | Halbfinale      |
| 03. | Alena Kovačková Jana Kovačková         | Finale          |
| 04. | Victoria Luiza Barros Teodora Kostović | Achtelfinale    |

| Nr. | Paarung                                     | Erreichte Runde |
| --- | ------------------------------------------- | --------------- |
| 05. | Luna Maria Cinalli Julieta Pareja           | Viertelfinale   |
| 06. | Tereza Krejčová Vendula Valdmannová         | Viertelfinale   |
| 07. | Charo Esquiva Bañuls Nellie Taraba Wallberg | Viertelfinale   |
| 08. | Maya Iyengar Zhang Ruien                    | 1. Runde        |

   Sieg:  Eva Bennemann /  Sonja Zhenikhova

## Herreneinzel-Rollstuhl
Setzliste
| Nr. | Spieler             | Erreichte Runde |
| --- | ------------------- | --------------- |
| 01. | Tokito Oda          | Sieg            |
| 02. | Alfie Hewett        | Finale          |
| 03. | Martín de la Puente | Halbfinale      |
| 04. | Gustavo Fernández   | Halbfinale      |

## Dameneinzel-Rollstuhl
Setzliste
| Nr. | Spieler        | Erreichte Runde |
| --- | -------------- | --------------- |
| 01. | Yui Kamiji     | Sieg            |
| 02. | Aniek van Koot | Finale          |
| 03. | Diede de Groot | 1. Runde        |
| 04. | Wang Ziying    | Viertelfinale   |

## Herrendoppel-Rollstuhl
Setzliste
| Nr. | Paarung                              | Erreichte Runde |
| --- | ------------------------------------ | --------------- |
| 01. | Alfie Hewett Gordon Reid             | Sieg            |
| 02. | Martín de la Puente Ruben Spaargaren | Viertelfinale   |

## Damendoppel-Rollstuhl
Setzliste
| Nr. | Paarung                    | Erreichte Runde |
| --- | -------------------------- | --------------- |
| 01. | Manami Tanaka Zhu Zhenzhen | Halbfinale      |
| 02. | Li Xiaohui Wang Ziying     | Finale          |

   Sieg:  Yui Kamiji /  Kgothatso Montjane

## Quadeinzel
Setzliste
| Nr. | Spieler      | Erreichte Runde |
| --- | ------------ | --------------- |
| 01. | Niels Vink   | Finale          |
| 02. | Sam Schröder | Halbfinale      |

   Sieg:  Guy Sasson

## Quaddoppel
Setzliste
| Nr. | Paarung                       | Erreichte Runde |
| --- | ----------------------------- | --------------- |
| 01. | Guy Sasson Niels Vink         | Sieg            |
| 02. | Andrew Lapthorne Sam Schröder | Halbfinale      |

## Preisgeld
Das Gesamtpreisgeld betrug 56,352 Millionen Euro, was einen Anstieg zum Vorjahr von 5,37 % bedeutete. Das Preisgeld für das Hauptfeld war im Vergleich zu 2024 um 6,37 % gestiegen. In den ersten drei Runden der Einzelauslosung erfolgte eine Steigerung von 6,33 bis 6,85 %. Die weiteren Runden des Hauptfelds erfuhren eine Steigerung von 6 bis 6,25 % im Vergleich zu 2024. Das Preisgeld für die Doppelwettbewerbe (Damen, Herren und Mixed) wurde gegenüber dem Vorjahr unverändert beibehalten. Das Preisgeld für die diesjährigen Rollstuhl- und Quad-Tennis-Wettbewerbe belief sich auf 890.000 Euro, was einer Steigerung von 3 % entspricht. 2024 betrug der Umsatz, den Roland Garros erzielt hatte, 340 Millionen Euro. Er bestand aus Eintrittsgeldern, Fernsehrechten, Sponsorengeldern und Erlösen aus Verkäufen.
| Profitennis     | Profitennis | Profitennis | Profitennis |
| Erreichte Runde | Einzel      | Doppel*     | Mixed*      |
| --------------- | ----------- | ----------- | ----------- |
| Sieg            | 2.550.000 € | 590.000 €   | 122.000 €   |
| Finale          | 1.275.000 € | 295.000 €   | 61.000 €    |
| Halbfinale      | 690.000 €   | 148.000 €   | 31.000 €    |
| Viertelfinale   | 440.000 €   | 80.000 €    | 17.500 €    |
| Achtelfinale    | 265.000 €   | 43.500 €    | 10.000 €    |
| Dritte Runde    | 168.000 €   | 27.500 €    | 5.000 €     |
| Zweite Runde    | 117.000 €   | 20.000 €    | –           |
| Erste Runde     | 78.000 €    | –           | –           |
| Q3              | 43.000 €    | –           | –           |
| Q2              | 29.500 €    | –           | –           |
| Q1              | 21.000 €    | –           | –           |

| Rollstuhltennis | Rollstuhltennis | Rollstuhltennis |
| Erreichte Runde | Einzel          | Doppel*         |
| --------------- | --------------- | --------------- |
| Sieg            | 63.900 €        | 21.650 €        |
| Finale          | 31.950 €        | 11.350 €        |
| Halbfinale      | 20.600 €        | 8.250 €         |
| Viertelfinale   | 12.360 €        | 5.150 €         |
| Erste Runde     | 8.750 €         | –               |
| Quadwettbewerbe |                 |                 |
| Erreichte Runde | Einzel          | Doppel*         |
| Sieg            | 63.900 €        | 21.650 €        |
| Finale          | 31.950 €        | 11.350 €        |
| Halbfinale      | 20.600 €        | 8.250 €         |
| Viertelfinale   | 12.360 €        | –               |